# KHD KG 275 B
Die KHD KG 275 B sind zweiachsige Diesellokomotiven des Herstellers Klöckner-Humboldt-Deutz (KHD) aus dem Typenprogramm von 1959 mit Gelenkwellenantrieb, die für den leichten Rangier- und Streckendienst konzipiert wurden. Sie wurden ab 1962 in zwölf Exemplaren gebaut und sind bei verschiedenen Gesellschaften eingesetzt worden. Der Typ wurde auch für verschiedene Spurweiten von 900 mm bis 1676 mm angeboten. Einige Lokomotiven sind noch erhalten.

## Entwicklung
Die Bezeichnung KG 275 B bedeutet: Kleinlokomotive mit Gelenkwellenantrieb, 275 PS Motorleistung, Achsfolge B.
Die Lokomotiven entsprechen von den Abmaßen der Baureihe KHD KG 230 B, von der zur gleichen Zeit eine größere Stückzahl hergestellt wurde. Die Mehrleistung gegenüber diesem Typ wurde bei der KHD KG 275 B durch einen Turbolader erreicht.
Es wurden insgesamt zwölf Lokomotiven gebaut, nach Deutschland wurden geliefert
- eine Lokomotive für die Hümmlinger Kreisbahn
- zwei Lokomotiven für die Werkbahn des Brinker Hafens
- zwei Lokomotiven für die Lokalbahn Lam–Kötzting
- eine Lokomotive an die Buchtal AG
- eine Lokomotive für eine Glasfabrik in Porz.[3]

Weitere Lokomotiven kamen nach Italien, Tunesien und Spanien.

## Technik
Die Lokomotiven besitzen einen mittleren Führerstand und zwei Vorbauten, einer für die Maschinenanlage und einer für die Hilfsbetriebe. Die Vorbauten sind abgeschrägt und das Fahrwerk mit Gelenkwellenantrieb ausgestattet. Im vorderen Vorbau ist eine Aussparung für den Kühlwasserlüfter vorhanden.
Als Antriebsmotor wurde ein Zwölfzylinder-Zweitakt-Dieselmotor von KHD mit einer Leistung von 275 PS verwendet, dessen Leistung gegenüber dem der KHD KG 230 B durch Aufladung um 45 PS gesteigert werden konnte. Die Kraftübertragung geschieht über ein Strömungsgetriebe von Voith.
Die Lokomotiven der Lokalbahn Lam–Kötzting waren mit einer Vielfachsteuerung ausgerüstet.

## Einsatz

### Lokalbahn Lam-Kötzting
Mit den Lokomotiven wurden die letzten Dampflokomotiven der Gesellschaft abgelöst. Sie wurden im Verschub und für die Beförderung von Nahgüterzügen verwendet. Durch die Vielfachsteuerung konnten die Maschinen auch schwere Züge befördern. Sie wurden 1973 in die Regentalbahn mit eingebracht, 1984 wurden sie nach Italien verkauft.

### Hümmlinger Kreisbahn
Eine Lokomotive erhielt die Hümmlinger Kreisbahn. Ab 1993 wurde sie von der Emsländischen Eisenbahn eingesetzt. Die Lokomotive erhielt 2007 die NVR-Nummer 98 80 3439 002-7 D-EEB im deutschen Fahrzeugeinstellungsregister. Die Lok L2 kam 2023 durch Ankauf ins Emsland und fährt nach der Aufarbeitung durch die Eisenbahnfreunde Hasetal auf der sogenannten Hasetalbahn im Museumsbetrieb zwischen Meppen und Essen (Oldb).

### Brinker Hafen
Zwei Lokomotiven wurden an die Werkbahn des Brinker Hafens verkauft. Eine davon wurde nach 2000 in das Ausland verkauft, die zweite befand sich 2008 im Bestand der Havelländischen Eisenbahn.

### Buchtal AG
Eine Lokomotive wurde an die Buchtal AG in Schwarzenfeld verkauft, wo sie bis 1998 im Einsatz war. Bei verschiedenen Privatbetrieben tat die Maschine Dienst bis weit in die 2010er Jahre. Das letzte Bilddokument der Lokomotive datiert aus dem Jahr 2017.